# Euphorbia erythraea
Euphorbia erythraea  is een succulente plant uit de wolfsmelkfamilie (Euphorbiaceae). De soort komt voor in Ethiopië, Eritrea, Soedan en Somalië, waar hij groeit op goed gedraineerde rotsige hellingen met montane groenblijvende bossen.
E. erythraea groeit rechtop als een kaars bovenaan vormt hij een kroon van dicht op elkaar staande takken. Doordat er vele vertakkingen groeien geven deze de plant het aanzien van een boom. In de lente groeien er bladeren aan de naaldpunten van de vertakkingen die in de herfst weer afvallen.
E. erythraea wordt ingedeeld als E. abyssinica, auteur Johann Friedrich Gmelin, maar verschilt in uiterlijke kenmerken en heeft de auteur Alwin Berger.
E. erythraea verschilt in het aantal en de wat meer vleesachtige naalden (uiterlijk) en aan de wat meer donkerder groene stam en takken dan de E. abyssinica. Doordat hij verder dezelfde variabele eigenschappen heeft, maakt dat het moeilijk is om hem te precies te onderscheiden.
E. erythraea bevat zoals veel Euphorbia-soorten wolfsmelk dat bij beschadiging van de plant gelijk uitvloeit.
Erythraeae wordt als kamerplant gehouden en wordt in Nederland E. erytrea genoemd. Hij kan door zijn kroon (topgewicht) makkelijk omvallen.
E. erythraea heeft gelijkenis met de E. trigona waarbij in de lente ook bladeren uit de naaldpunten groeien. 
Ook heeft hij uiterlijke gelijkenis met E. ingens ook wel Cowboycactus genoemd, deze soort krijgt geen bladeren.
... · 
E. abdelkuri · 
E. abyssinica · 
E. acanthothamnos · 
E. actinoclada · 
E. adenopoda · 
E. alcicornis · 
E. alfredii · 
E. alluaudii · 
E. ambarivatoensis · 
E. ambovombensis · 
E. amygdaloides (Amandelwolfsmelk) · 
E. analalavensis · 
E. ankaranae · 
E. ankarensis · 
E. ankazobensis · 
E. antiquorum · 
E. antso · 
E. aprica · 
E. arahaka · 
E. aureoviridiflora · 
E. balsamifera · 
E. banae · 
E. beharensis · 
E. bemarahaensis · 
E. benoistii · 
E. berorohae · 
E. biaculeata · 
E. boissieri · 
E. boiteaui · 
E. boivinii · 
E. bongolavensis · 
E. bosseri · 
E. brachyphylla · 
E. caducifolia · 
E. candelabrum · 
E. cap-saintemariensis · 
E. capmanambatoensis · 
E. capuronii · 
E. caput-aureum · 
E. cedrorum · 
E. cyparissias (Cipreswolfsmelk) · 
E. dulcis (Zoete wolfsmelk) · 
E. epithymoides (Kleurige wolfsmelk) · 
E. erythraea ·
E. esula (Heksenmelk) · 
E. exigua (Kleine wolfsmelk) · 
E. handiensis ·
E. helioscopia (Kroontjeskruid) · 
E. ingens · 
E. lacei · 
E. lactea · 
E. lathyris (Kruisbladige wolfsmelk) · 
E. leuconeura · 
E. neriifolia · 
E. officinarum · 
E. palustris (Moeraswolfsmelk) · 
E. paralias (Zeewolfsmelk) · 
E. peplus (Tuinwolfsmelk) · 
E. platyphyllos (Brede wolfsmelk) · 
E. portlandica (Kustwolfsmelk) · 
E. pulcherrima (Kerstster) · 
E. regis-jubae · 
E. resinifera · 
E. royleana · 
E. seguieriana (Zandwolfsmelk) · 
E. stenoclada · 
E. stricta (Stijve wolfsmelk) · 
E. tirucalli · 
E. verrucosa (Wrattige wolfsmelk) · 
E. waringiae · 
...